# Systeem (stratigrafie)
In de chronostratigrafie, een vakgebied binnen de geologie, is een systeem een geologisch gezien samenhangende aardlaag, dat wil zeggen een aardlaag die gevormd is in een bepaald geologisch tijdperk. Daarbij hebben de meeste systemen dezelfde naam als de geologische periode waarin ze zijn gevormd. Krijt kan bijvoorbeeld zowel verwijzen naar de periode 'Krijt' (een tijdvak) als naar het systeem 'Krijt' (de gesteenten die in dat tijdvak werden gevormd).
Een systeem is een onderverdeling van een eratheem en wordt zelf verder onderverdeeld in series.
In bepaalde gevallen is het noodzakelijk om tussen systeem en eratheem over aanvullende eenheden te beschikken. Deze eenheden worden dan respectievelijk super-systeem en sub-eratheem genoemd. Hetzelfde geldt voor systeem en serie. Hier worden de eenheden aangeduid als sub-systeem en super-serie. Sub- en super- eenheden zijn geen onderverdelingen van de aangeduide eenheid, zij worden als gelijkwaardig in de hiërarchie van chronostratigrafische eenheden ingepast.